# Oncorhynchus mykiss kamloops
Oncorhynchus mykiss kamloops es una subespecie de pez del género Oncorhynchus.

## Descripción
Los ejemplares juveniles cuentan con una distintiva cola bifurcada. Esta es una de sus principales características, sin embargo, este rasgo distintivo va desapareciendo a medida que el pez crece y envejece. Además cuenta con manchas a lo largo del cuerpo, las únicas partes donde no se presentan estas manchas son el vientre y la cabeza; varias de estas manchas también se aprecian en la parte superior de la cabeza y los ojos. En cuanto a coloración, la especie presenta un cuerpo plateado con algunos tintes azules o verdes, específicamente en la parte del dorso; en los costados y el vientre es plateado. Cuenta con un cuerpo aerodinámico; se diferencia de otras especies por su particular cabeza que es más larga y ancha.

## Distribución y hábitat
Desde su área de distribución nativa en Columbia Británica, Canadá, se ha transferido a varias otras cuencas de los Estados Unidos. También en Hawái, Alaska, Puerto Rico, Islas Vírgenes de los Estados Unidos y la isla Saipán. A menudo se considera parte de la subespecie más amplia de trucha de banda roja del río Columbia, Oncorhynchus mykiss gairdneri. La trucha de Kamloops fue introducida en California en 1950. Se sabe que 1000 ejemplares de esta especie fueron liberados en el lago Shasta por personal de pesca de Redding, California. Esta práctica fue ejecutada en otros lagos como la Sierra y el Crowley. Habita en lagos donde las aguas son más pacíficas y desova en la primavera. Es resistente a los cambios de temperaturas, sin embargo, prefiere aguas claras y limpias donde se alimenta de caracoles, crustáceos, gusanos y otras especies.